# 生駒高常
生駒高常（1889年7月—1955年10月16日），東京帝國大學畢業，為日本昭和前期之台灣日治時期政府官員，他於1928年奉令接替佐藤續擔任台灣台中州知事。管轄今台中市、台中縣、彰化縣、南投縣等區域。
| 前任： 佐藤續 | 台中州知事 1928年上任 | 繼任： 水越幸一 |